# Molgula estadosi
Molgula estadosi är en sjöpungsart som beskrevs av Monniot 1983. Molgula estadosi ingår i släktet Molgula och familjen kulsjöpungar. Inga underarter finns listade i Catalogue of Life.